# Britany Miller
Cherin Britany Miller (Tallapoosa, 10 agosto 1987) è una cestista statunitense, professionista nella WNBA.

## Carriera
È stata selezionata dalle Detroit Shock al secondo giro del Draft WNBA 2009 (18ª scelta assoluta).